# Spinellus macrocarpus
Spinellus macrocarpus é uma espécie de fungo parasita da família Phycomycetaceae. Seus esporos normalmente não germinam a menos que estimulados. Evidências sugerem que o ácido ascórbico estimula os esporos a germinarem na superfície.